# ジェシカ・アルバ
ジェシカ・マリー・アルバ（Jessica Marie Alba, 1981年4月28日 - ）は、アメリカ合衆国出身の女優、実業家。
テレビシリーズ『ダーク・エンジェル』で知名度を上げ、映画界に進出。

## 来歴

### 生い立ち
カリフォルニア州ポモナ出身。父親のマーク・アルバはメキシコ系アメリカ人、母親のキャサリン・アルバ（旧姓ジェンセン）はデンマーク及びフランス系カナダ人の血を引く。1歳下の弟ジョシュアも俳優。父親が軍人だったため、ミシシッピ州やテキサス州などで過ごし、ジェシカが9歳の時にロサンゼルスに落ち着く。
幼少期のジェシカは強迫性障害や肺炎、虫垂炎、扁桃炎を患っていた。そのため入退院の繰り返しだったことから友達はあまりいなかったという。16歳で高校を卒業し、ウィリアム・H・メイシー&フェリシティ・ハフマン夫妻が教える演劇学校（アトランティック・シアター・カンパニー）に6週間在籍。

### キャリア
5歳の頃から女優を志し、11歳の時に演技の勉強を始め、12歳の時にコンテストで約1500人の中から優勝する。その9ヶ月後にはエージェントが付くようになり、1994年に映画『僕たちのサマーキャンプ/親の居ぬ間に…』でデビュー。同作品では当初、脇役での出演予定だったが、主要キャストに配役されていた女優が降板したことから、ジェシカが主要キャストのひとりを演じた。
任天堂とJ.C.ペニーのCMに出演していた時期もあるが、1994年にニコロデオンチャンネルのテレビシリーズ『The Secret World of Alex Mack』でテレビに初出演する。翌年放送のテレビシリーズ『フリッパー』でオーストラリアに滞在した際にスキューバダイビングの資格を取得。
テレビドラマのゲスト出演やインディペンデント映画の出演を経て、1999年公開のドリュー・バリモア主演のラブコメ『25年目のキス』とホラー・コメディ『アイドル・ハンズ』で注目を集める。
ジェームズ・キャメロンが製作総指揮を務めた2000年放送のテレビシリーズ『ダーク・エンジェル』で約1200人の中から主人公マックス役に選ばれ、ブレイクする。2002年まで出演し、ゴールデングローブ賞主演女優賞 (テレビシリーズ/ドラマ部門)にノミネートされた。『ダーク・エンジェル』打ち切り以降は映画を中心にしており、2003年公開の『ダンス・レボリューション』で映画初主演を果たす。

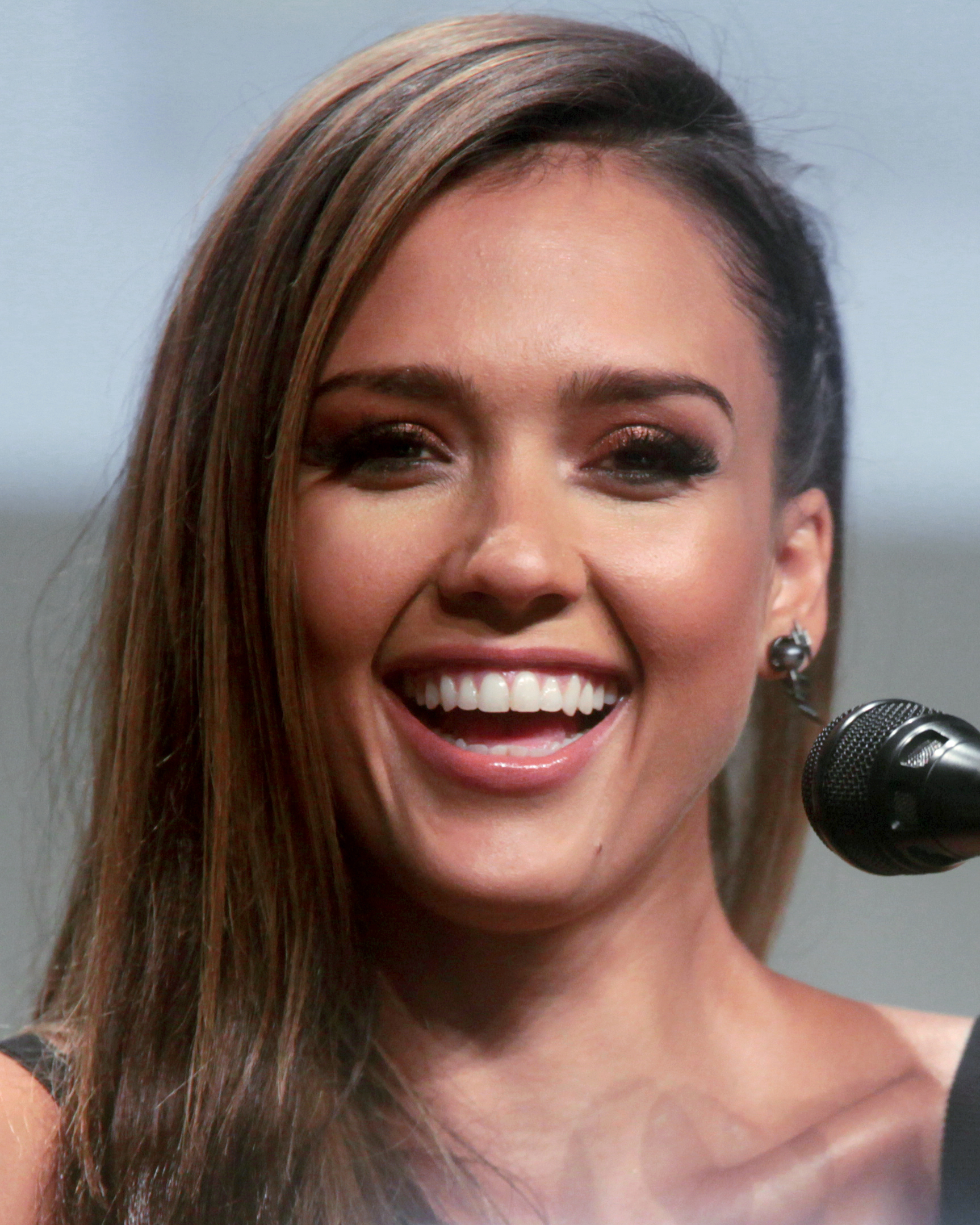
2014年、サンディエゴ・コミコンでのアルバ

2005年公開のスタン・リー原作のSFアクション映画『ファンタスティック・フォー ［超能力ユニット］』やフランク・ミラー原作の『シン・シティ』のヒットにより、映画俳優としての実績を築き始める。2006年にはMTVムービー・アワードの、2008年にはアカデミー科学技術賞の司会を務めた。
2015年5月には歌手テイラー・スウィフトのミュージックビデオ「Bad Blood」に Domino（ドミノ）役で出演している。

## 私生活
敬虔なカトリック教徒であり、映画の中でのヌード及びセックスシーンを拒否している。（2010年公開の『マチェーテ』ではバストトップを隠して全裸のシャワーシーンを見せている。2016年公開『メカニック:ワールドミッション』ではベッドシーンを披露。）
2001年にジェシカの20歳の誕生日に『ダーク・エンジェル』で共演したマイケル・ウェザリーと婚約したが、2003年に破局。破局理由については12歳という年の差が挙げられている。後のインタビューで「なぜ婚約したかはわかりません。（婚約した時）私は処女で、彼とは12歳差がありました。私は彼がもっと分別あると思っていました。私の両親はそれをよろこんでいませんでした。両親は本当に信心深いのです。彼らは、彼らが信ずるべきことのみがバイブルには書かれていると信じている人たちで、私とは根本的に違います。」と発言。その後、プロゴルファーのセルヒオ・ガルシアやメジャーリーガーのデレク・ジーター、俳優のマーク・ウォールバーグと交際。
2004年から『ファンタスティック・フォー〔超能力ユニット〕』の撮影現場で知り合った撮影技師のキャッシュ・ウォーレン（父親は俳優のマイケル・ウォーレン）と交際、2008年5月19日にロサンゼルス市内で結婚。同年6月7日にロサンゼルス市内で長女（オナー・マリー・ウォーレン）を出産、OK!マガジンが150万ドル（約1億6千万円）で写真を掲載した。2011年に次女（ヘイヴン・ガーナー・ウォーレン）、2017年末には長男（ヘイズ・アルバ・ウォーレン）を出産した。
2008年アメリカ合衆国大統領選挙ではバラク・オバマ上院議員を支持しており、2008年2月にウィル・アイ・アムのオバマ上院議員のキャンペーンソング「We Are the Ones」のミュージックビデオに参加している。また、若者に大統領選挙一般投票を呼びかける「Declare Yourself」のキャンペーンポスターのモデルに起用された。
チャリティー活動に熱心でありアリシア・キーズが主催するエイズ患者支援団体「Keep A Child Alive」やがん患者支援団体「Step Up Women's Network」など、複数の団体の活動に関わっている。
2009年6月、動物愛護活動の一環として、オクラホマ州オクラホマシティ市内において鮫保護のポスターをユナイテッド・ウェイ社などのビルボードに掲載し、公共物破損疑いの騒ぎとなった。後日、ジェシカ側はオクラホマ市民とユナイテッド・ウェイ社と和解し、起訴されることはなくなった。
2025年1月、キャッシュ・ウォーレンと離婚。

## 会社経営
ForbesやNew York Timesなどにも取り上げられている、エコ幼児用品を企画・販売するThe Honest Company を2011年に創業し、2015年時点で推定時価総額10億ドルの価値がある企業の経営者であり実業家としても知られている。

## フィルモグラフィー

### 映画
| 年   | 邦題/原題                                                                        | 役名                                        | 備考                                                                                  | 吹き替え                                      |
| ---- | -------------------------------------------------------------------------------- | ------------------------------------------- | ------------------------------------------------------------------------------------- | --------------------------------------------- |
| 1994 | 僕たちのサマーキャンプ/親の居ぬ間に… Camp Nowhere                                | ゲール                                      |                                                                                       |                                               |
| 1995 | バーチャル・ヴィーナス Venus Rising                                              | 少女時代のイヴ                              |                                                                                       |                                               |
| 1999 | 25年目のキス Never Been Kissed                                                   | カースティン・リオシス                      |                                                                                       | 佐藤美智子                                    |
| 1999 | アイドル・ハンズ Idle Hands                                                      | モーリー                                    |                                                                                       | 阿部桐子                                      |
| 2000 | 監禁 Paranoid                                                                    | クロエ                                      |                                                                                       | 浅野るり                                      |
| 2002 | スリーピング・ディクショナリー The Sleeping Dictionary                           | セリマ                                      |                                                                                       | 石塚理恵                                      |
| 2003 | ダンス・レボリューション Honey                                                   | ハニー・ダニエルズ                          |                                                                                       | 園崎未恵                                      |
| 2005 | シン・シティ Sin City                                                            | ナンシー・キャラハン                        |                                                                                       | 小林沙苗                                      |
| 2005 | ファンタスティック・フォー ［超能力ユニット］ Fantastic Four                     | スーザン・ストーム / インビジブル・ウーマン | ゴールデンラズベリー賞最低主演女優賞ノミネート                                        | 宮島依里（ソフト版） 坂本真綾（日本テレビ版） |
| 2005 | イントゥ・ザ・ブルー Into the Blue                                               | サム                                        | ゴールデンラズベリー賞最低主演女優賞ノミネート                                        | 新谷良子                                      |
| 2007 | 幸せになるための10のバイブル The Ten                                             | リズ・アン・ブレイザー                      |                                                                                       | 瀬戸奈保子                                    |
| 2007 | 無ケーカクの命中男/ノックトアップ Knocked Up                                     | 本人役                                      | カメオ出演（クレジットなし）                                                          |                                               |
| 2007 | ファンタスティック・フォー:銀河の危機 Fantastic Four: Rise of the Silver Surfer  | スーザン・ストーム / インビジブル・ウーマン | ゴールデンラズベリー賞最低主演女優賞ノミネート 及び最低スクリーンカップル賞ノミネート | 宮島依里                                      |
| 2007 | 幸せのセラピー Meet Bill                                                         | ルーシー                                    |                                                                                       | 岡寛恵                                        |
| 2007 | 噂のアゲメンに恋をした! Good Luck Chuck                                          | キャム・ウェクスラー                        | ゴールデンラズベリー賞最低主演女優賞ノミネート 及び最低スクリーンカップル賞ノミネート | 小林沙苗                                      |
| 2007 | アウェイク Awake                                                                 | サム・ロックウッド                          | ゴールデンラズベリー賞最低主演女優賞ノミネート 及び最低スクリーンカップル賞ノミネート | 佐古真弓                                      |
| 2008 | アイズ The Eye                                                                   | シドニー・ウェルズ                          | ゴールデンラズベリー賞最低主演女優賞ノミネート                                        | 坂本真綾                                      |
| 2008 | 愛の伝道師 ラブ・グル The Love Guru                                              | ジェーン・ブラード                          | ゴールデンラズベリー賞最低主演女優賞ノミネート                                        | （吹き替え版なし）                            |
| 2010 | キラー・インサイド・ミー The Killer Inside Me                                    | ジョイス・レイクランド                      | ゴールデンラズベリー賞最低助演女優賞受賞                                              | （吹き替え版なし）                            |
| 2010 | バレンタインデー Valentine's Day                                                 | モーリー・クラークソン                      | ゴールデンラズベリー賞最低助演女優賞受賞                                              | 東條加那子                                    |
| 2010 | ジェシカ・アルバの“しあわせの方程式” An Invisible Sign                           | モナ・グレイ                                |                                                                                       | （吹き替え版なし）                            |
| 2010 | マチェーテ Machete                                                               | サルタナ                                    | ゴールデンラズベリー賞最低助演女優賞受賞                                              | 佐古真弓                                      |
| 2010 | ミート・ザ・ペアレンツ3 Little Fockers                                           | アンディ・ガルシア                          | ゴールデンラズベリー賞最低助演女優賞受賞                                              | 瑞沢渓                                        |
| 2011 | スパイキッズ4D:ワールドタイム・ミッション Spy Kids 4： All the Time in the World | マリッサ・コルテス＝ウィルソン              |                                                                                       | 宮島依里                                      |
| 2012 | ファミリー・アゲイン/離婚でハッピー!?なボクの家族 A.C.O.D.                       | ミシェル                                    |                                                                                       | （吹き替え版なし）                            |
| 2013 | スペースガーディアン Escape from Planet Earth                                    | レナ                                        | 声の出演                                                                              | 宮澤はるな                                    |
| 2013 | マチェーテ・キルズ Machete Kills                                                 | サルタナ                                    | カメオ出演（クレジットなし）                                                          | 末柄里恵                                      |
| 2014 | シン・シティ 復讐の女神 Sin City: A Dame to Kill For                             | ナンシー・キャラハン                        |                                                                                       | 小林沙苗                                      |
| 2014 | クレイジー・ドライブ Stretch                                                     | チャーリー                                  |                                                                                       | 坂本真綾                                      |
| 2014 | おとなのワケあり恋愛講座 Some Kind Of Beautiful                                  | ケイト                                      |                                                                                       | 宮島依里                                      |
| 2015 | アントラージュ★オレたちのハリウッド:ザ・ムービー Entourage                       | 本人役                                      | カメオ出演                                                                            |                                               |
| 2015 | ベアリー・リーサル Barely Lethal                                                 | ヴィクトリア・ノックス                      |                                                                                       | 鳴海杏子                                      |
| 2016 | ジェシカ・アルバ ヘブンズ・ベール 〜死のバイブル〜 The Veil                      | マギー・プライス                            |                                                                                       | 宮島依里                                      |
| 2016 | マックス&エリー 〜15歳、ニューヨークへ行く!〜 Dear Eleanor                       | デイジー                                    |                                                                                       | 東條加那子                                    |
| 2016 | メカニック:ワールドミッション Mechanic: Resurrection                             | ジーナ・ソーン                              |                                                                                       | 佐古真弓                                      |
| 2017 | エル・カミーノ・クリスマス El Camino Christmas                                   | ベス・フラワーズ                            |                                                                                       | 渡辺明乃                                      |
| 2019 | キラーズ・セッション Killers Anonymous                                           | ジェイド                                    |                                                                                       | 兼田めぐみ                                    |
| 2024 | トリガー・ウォーニング Trigger Warning                                           | パーカー・カルヴォ                          |                                                                                       | 坂本真綾                                      |

### テレビ
| 年        | 邦題/原題                                               | 役名                      | 備考                                   | 吹き替え                                        |
| --------- | ------------------------------------------------------- | ------------------------- | -------------------------------------- | ----------------------------------------------- |
| 1994      | おまかせアレックス The Secret World of Alex Mack        | ジェシカ                  | 計3話出演                              |                                                 |
| 1995-1997 | フリッパー Flipper                                      | マヤ・グラハム            | レギュラー                             |                                                 |
| 1996      | シカゴ・ホープ Chicago Hope                             | フローリー・ヘルナンデス  | 計1話出演                              |                                                 |
| 1998      | ブルックリン74分署 Brooklyn South                       | メリッサ・ハウアー        | 計1話出演                              |                                                 |
| 1998      | ビバリーヒルズ青春白書 Beverly Hills, 90210             | リアン                    | 計2話出演                              |                                                 |
| 2000-2002 | ダーク・エンジェル Dark Angel                           | マックス・ゲバラ / X5-452 | 主演、計42話出演                       | 冬馬由美（VHS・DVD版） 坂本真綾（テレビ朝日版） |
| 2003      | マッドTV! MADtv                                         | ジェシカ・シンプソン      | 第9シーズン第5話                       |                                                 |
| 2004      | アントラージュ★オレたちのハリウッド Entourage           | 本人役                    | 第1シーズン第2話「映画評を吹き飛ばせ」 |                                                 |
| 2005      | TRIPPIN' キャメロン・ディアス世界（珍）冒険紀行 Trippin | 本人                      | ゲスト出演                             |                                                 |
| 2019-2020 | LA's FINEST/ロサンゼルス捜査官 L.A.'s Finest            | ナンシー・マッケンナ      | メイン、計26話出演                     | 坂本真綾                                        |

## 主な受賞
- サターン賞
  - 2000年度 女優賞（テレビ部門） 『ダークエンジェル』
- キッズ・チョイス・アワード
  - 2007年度 女優賞（映画部門） 『ファンタスティック・フォー:銀河の危機』
- MTVムービー・アワード
  - 2005年度 セクシー演技賞 『シン・シティ』
- ティーン・チョイス・アワード
  - 2000年度 女優賞（テレビ部門） 『ダークエンジェル』
  - 2008年度 女優賞（ホラー・スリラー映画部門） 『アイズ』